# Hymn Mari El
Autorem hymnu autonomicznej rosyjskiej republiki Mari El jest maryski artysta Jurij Tojwars-Jewdokimow, autorem słów D. Islamow.
Tekst hymnu wykonywany jest w 3 wersjach: w języku rosyjskim oraz w dwóch dialektach języka maryjskiego: górnomaryjskim oraz wschodniomaryjskim.

## Tekst hymnu
| Tekst rosyjski | Tłumaczenie |
| --- | --- |
| Марий Эл, ты — как мать Для каждого в судьбе. Где бы ни был — вспоминать Твой сын будет о тебе. Славься, наш край родной, Цвети в счастье и в труде. Гордимся всегда тобой И поем, Марий Эл, о тебе! Свою честь сохранит Народ наш на века, И дружба как гранит Всегда с братьями крепка. Славься, наш край родной, Цвети в счастье и в труде. Гордимся всегда тобой И поем, Марий Эл, о тебе! | Mari El, tyś jak matka Dla każdego w przeznaczeniu. Gdzie by nie był – wspominać Twój syn będzie o tobie. Bądź opiewany, nasz kraju ojczysty Kwitnij w szczęściu i pracy. Zawsze jesteśmy z ciebie dumni I śpiewamy, Mari El, o tobie! Swoją uczciwość zachowa Lud nasz na wieki, I przyjaźń jak granit Zawsze z braćmi mocna. Bądź opiewany, nasz kraju ojczysty Kwitnij w szczęściu i pracy. Zawsze jesteśmy z ciebie dumni I śpiewamy, Mari El, o tobie! |

## Wersje tekstu w dialektach języka maryjskiego
| Tekst górnomaryjski | Tekst wschodniomaryjski |
| --- | --- |
| Марий Эл, äвä гань Ылат каждыйланок. Келäт шачмы пöpт гань Цилä мӹндӹр йыхланок. Кымылын ӹвӹртäл, Мары млäндӹм мактенä. Силам иктӹш цымырал, Соты цäшнäм ӹшкеок чангенä. Лÿктä кÿш лӹмжӹмäт Мары халык соок. Веселäжӹ, сӹржäт Лӹмлештäлтеш йӹрвäшок. Припев | Марий Эл тый улат Авай гай кажнылан. Шке сурт гай тый кÿлат Чыла мÿндыр марийлан. Ме таче, чон пуэн, Марий мландым моктена. Вийнам иктыш чумырен, Пиалан илышым чоҥена. Сакла чот кугешнен Шке сынжым калыкна. Йомартле улмыж ден Эре тудо чаплана. Припев |